# Rosas escarlata
Rosas escarlata (Rose scarlatte, en italiano) es una película italiana de 1940 dirigida y protagonizada por Vittorio De Sica. Fue el primer largometraje dirigido por De Sica. Se trata de una adaptación de "Due dozzine di rose scarlatta", obra de teatro montada en 1936 por Aldo De Benedetti, en la que De Sica compartió el rol protagónico con Giuditta Rissone.

## Argumento
El joven ingeniero Alberto Verani (Vittorio de Sica) ha recibido una excelente noticia: su esposa Marina (Renée Saint-Syr) va a tomarse un par de semanas de vacaciones en Cortina d' Ampezzo. Con la ayuda de su amigo, el abogado Savelli (Umberto Melnati), Alberto planea las aventuras amorosas que podría vivir en Roma a raíz de la ausencia de su mujer. La primera de sus víctimas es la Condesa de Arduini (Rubi Dalma), una aristócrata romana a quien deciden enviarle dos docenas de rosas escarlata firmadas por "Misterio", un falso admirador secreto. 
Con el fin de evitar que el florista los delate, Verani pide que envíen las flores a su propia casa para que sea su amigo Savelli quien se las haga llegar a la condesa. Sin embargo, mientras confabulaban, la mujer de Verani descubre las flores y lee la carta, por lo que termina creyendo que alguien las ha enviado para ella. Emocionada, y con el propósito de seguir recibiendo las misivas de su admirador secreto, la señora Verani cancela su viaje. Durante un tiempo, el ingeniero Verani y su amigo Savelli seguirán haciéndole llegar las flores, hasta que el  esposo comienza a sentir celos de Misterio, su propio alter ego.

## Reparto
- Vittorio De Sica (Alberto Verani)
- Renée Saint-Syr (Marina de Verani)
- Umberto Melnati (abogado Savelli)
- Vivi Gioio (Clara, amiga de Marina)
- Rubi Dalma (Condesa Arduini)
- Luisella Beghi (Camarera)